# Ma Yinchu
Ma Yinchu (ur. 24 czerwca 1882 w Shaoxingu, zm. 10 maja 1980 w Pekinie) – chiński ekonomista, propagator kontroli urodzeń.
W latach 1907–1914 studiował w Stanach Zjednoczonych, następnie wykładał na chińskich uczelniach i współpracował z instytucjami rządowymi. W 1949 roku poparł komunistów. W latach 1951–1960 rektor Uniwersytetu Pekińskiego.
Przewidując dzięki analizie danych spisu powszechnego z 1954 roku, że w ciągu 30 lat ludność Chin podwoi się, zainicjował dwa lata później wraz z grupą naukowców program kontroli urodzeń. Potępiony za te działania przez Mao Zedonga, został w 1958 roku poddany zmasowanej krytyce w ponad 200 artykułach opublikowanych na łamach prasy i w 1960 utracił wszystkie stanowiska.
Zrehabilitowany po śmierci Mao. Jego przewidywania odnośnie do wzrostu ludności Chin sprawdziły się, a postulowana polityka kontroli urodzeń stała się podstawą do wprowadzonej w Chinach w 1979 roku polityki jednego dziecka.